# コリオリシンL
コリオリシンL(Choriolysin L、EC 3.4.24.66)は、酵素である。この酵素は、魚の卵の殻の内層を加水分解する。また、カゼインやスクシニル-Leu-Leu-Val-Tyr-7-(4-メチル)クマリルアミド等の小分子を加水分解する。
この酵素は、真骨類のメダカ等が持つ。